# Carlos Cardoso: An Independent Spirit
Pour plus de détails, voir Fiche technique et Distribution.
Carlos Cardoso: An Independent Spirit (Cardoso, coração independante) est un film documentaire mozambicain du Sud-africain Rehad Desai qui retrace la vie de Carlos Cardoso, un journaliste engagé, assassiné dans des conditions non élucidées au Mozambique.

## Synopsis
Le documentaire retrace sa carrière professionnelle, de son retour au Mozambique sous Samora Machel, à sa désillusion face au nouveau régime en place. Son engagement incessant aux côtés de la population lui vaut l’estime de tous, excepté du parti au pouvoir. Ce dévouement le pousse à conserver son indépendance d’esprit en menant des enquêtes impartiales, dénonçant les manquements du système.
Au cours d’une énième enquête, il est abattu dans son véhicule. L’issue du procès désigne des coupables dont des tueurs à gages, ont-ils été engagés par le Frelimo ? Le parti au pouvoir a-t-il été las de la liberté excessive du célèbre journaliste ?

## Fiche technique
- Titre : Carlos Cardoso: An Independent Spirit
- Titre original : Cardoso, coração independante
- Pays :  Mozambique
- Réalisateur : Rehad Desai
- Langue : anglais, portugais
- Année : 2001
- Durée : 33 minutes
- Couleur / N&B : couleur
- Format : vidéo
- Producteur : Rehad Desai